# Bettina Stadlbauer

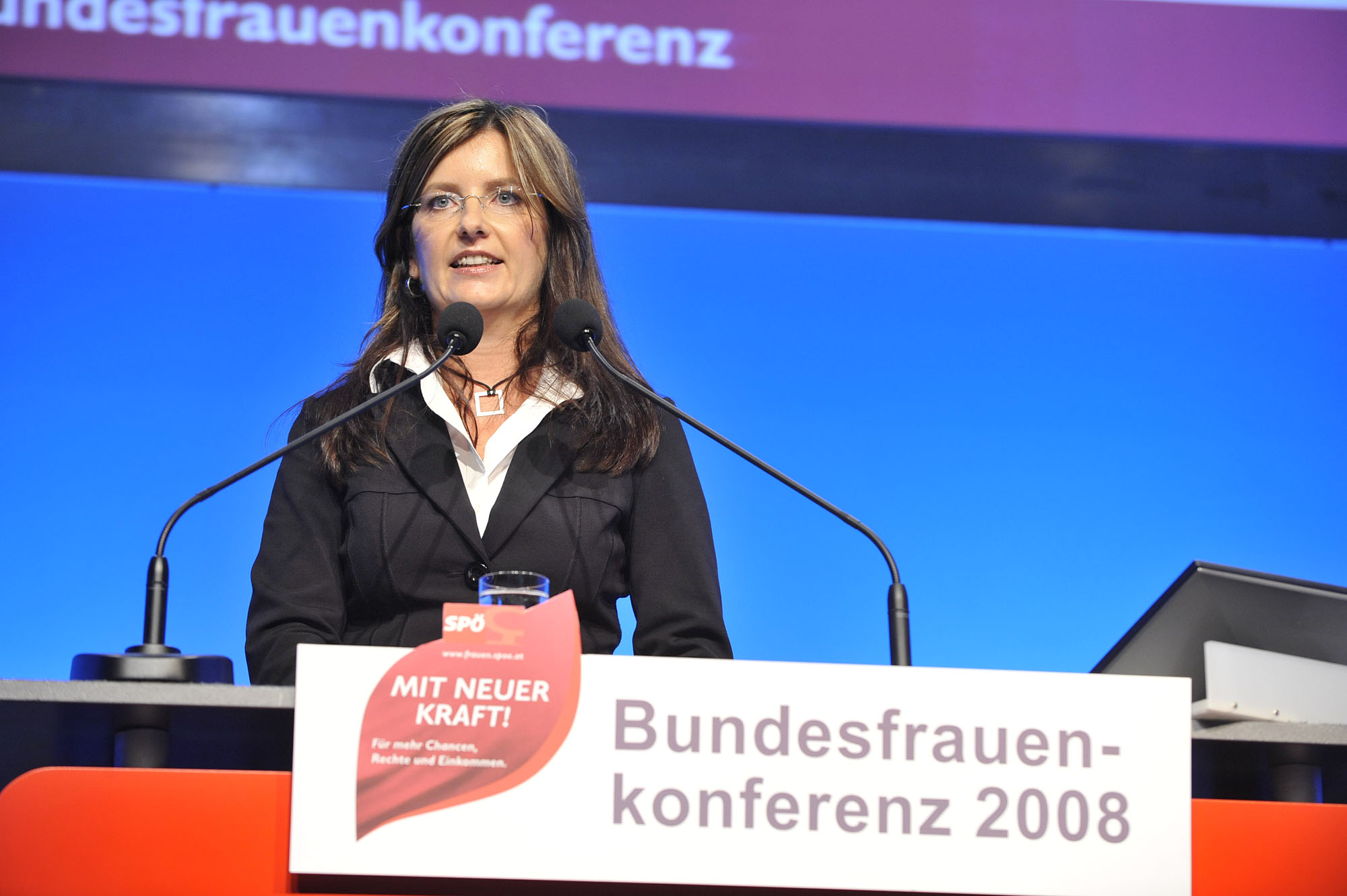
Bettina Stadlbauer (2008)

Bettina Stadlbauer (* 22. April 1967 in Linz) ist eine österreichische Politikerin (SPÖ). Sie war von 2002 bis 2008 Abgeordnete zum Nationalrat und von 2000 bis 2009 Geschäftsführerin der SPÖ Bundesfrauenorganisation. Von 2016 bis Mai 2019 war sie Geschäftsführerin der SPÖ Oberösterreich.

## Ausbildung und Beruf
Stadlbauer besuchte die Volksschule der Brucknerschwestern in Linz und wechselte 1977 an das Bundesrealgymnasium Hamerlingschule. Von 1981 bis 1983 besuchte Stadlbauer das Oberstufenrealgymnasium in Bad Leonfelden, danach erlernte sie von 1984 bis 1987 den Beruf der Bürokauffrau. Aus Ärger über die Bevorzugung eines weniger qualifizierten Burschen engagierte sie sich als Jugendvertrauensrätin: „Mein Gerechtigkeitssinn sagte mir, dass es gleiche Chancen für Frauen und Männer geben müsse.“
2013 bis 2016 absolvierte sie ein berufsbegleitetes sozialwissenschaftliches Studium an der Universität Straßburg. In ihrer Abschlussarbeit befasste sie sich mit dem Thema „Frauen und Macht am Beispiel des ÖGB OÖ“.
Bettina Stadlbauer arbeitete zwischen 1987 und 1989 als Sachbearbeiterin bei der Elektro Bau AG Linz und war im Anschluss bis 1993 Sekretärin des ASKÖ Oberösterreich. Von 1993 war sie als Jugendreferentin der Gewerkschaft der Privatangestellten (GPA) Linz beschäftigt und war zudem ab 1995 Gewerkschaftssekretärin der GPA Linz. Nach der Bestellung zur Geschäftsführerin der SPÖ Bundesfrauenorganisation im Jahr 2000 gab sie ihre bisherigen Tätigkeiten auf. Nach der Rückkehr nach Linz 2009 arbeitete sie als Bereichsleiterin für Frauen- und Migrationsfragen im ÖGB OÖ.

## Familie
Vor der Lehre heiratete Stadlbauer mit 16 Jahren und hat aus dieser Ehe eine Tochter. Zwei Jahre später erfolgte die Scheidung. Nach ihrem Ausscheiden aus der Politik heiratete sie 2019 ihren Lebensgefährten Jürgen und heißt nun Bayr-Gschiel.

## Politik
Die familiären Erfahrungen haben sie in die Politik gebracht. Bettina Stadlbauer war von 1990 bis 1994 Landesjugendvorsitzende und Stellvertretende Bundesjugendvorsitzende in der Gewerkschaft der Privatangestellten und war 1994 Mitglied des ÖGB-Bundesjugendvorstandes. Sie ist zudem seit 1995 Frauenvorsitzende und Stellvertretende Vorsitzende der FSG Linz und war von 1994 bis 2002 und wieder ab 2009 Kammerrätin der Kammer für Arbeiter und Angestellte Oberösterreich. Von 1993 bis 2002 und von 2015 bis 2016 vertrat sie die SPÖ im Gemeinderat der Stadt Linz. Im Jahr 2000 wurde Stadlbauer in den Bundesparteivorstand, in das Bundesparteipräsidiums und in den Bundesfrauenvorstand der SPÖ gewählt.
Stadlbauer vertrat die SPÖ vom 20. Dezember 2002 bis 27. Oktober 2008 im Nationalrat.
Im Mai 2019 wurde bekannt, dass ihr Georg Brockmeyer als SPÖ-Landesgeschäftsführer nachfolgen soll. Brockmeyer wurde am 3. Juni 2019 vom Landesparteivorstand der SPÖ Oberösterreich zum Landesgeschäftsführer gewählt.